# Ignasi Miquel
Ignasi Miquel Pons (* 28. září 1992 Barcelona) je španělský profesionální fotbalista, který hraje na pozici středního obránce za španělský klub Granada CF. Je také bývalým španělským mládežnickým reprezentantem.

## Klubová kariéra

### Arsenal
Katalánský rodák a odchovanec Barcelony Ignasi Miquel přestoupil do Arsenalu ve svých šestnácti letech. V sezoně 2009-10 odehrál za rezervu Arsenalu dvanáct utkání a stal se jejím kapitánem. Do prvního týmu poprvé nahlédl v lednu 2011, kdy byl součástí týmu pro pohárová utkání proti Ipswich Townu a Leedsu United. Avšak ani do jednoho z nich nezasáhl. Debut si odbyl 20. února 2011 v pátém kole FA Cupu proti Leytonu Orient. Ignasi odehrál na postu stopera celé utkání, které skončilo remízou 1-1. Miquel zasáhl i do odvetného utkání s Leytonem Orient, které se hrálo 2. března. Arsenal tentokrát vyhrál 5-0 a Ignasi se výrazně podílel na udržení čistého konta.
Ligový debut si odbyl na začátku následující sezony 2010-11, kdy Arsenal 20. srpna podlehl Liverpoolu 0-2. Ignasi do zápasu zasáhl jako střídající hráč, když v šestnácté minutě střídal zraněného Laurenta Koscielnyho. Svůj první gól za Arsenal vstřelil Ignasi v zápase Ligového poháru proti Coventry City, 26. září 2012, kdy zvyšoval na 5:1.

## Trofeje

### Reprezentační
Španělsko U19
- - Mistrovství Evropy ve fotbale hráčů do 19 let: 2011